# Гуннбйорн Ульфсон
Гуннбйорн Ульфсон (норв. Gunnbjørn Ulvsson, жив близько X століття) — норвезький мореплавець, перший європеєць, що бачив береги Америки.

## «Відкриття» Америки
Гуннбйорн прямував з Норвегії до Ісландії, однак через шторм корабель відкинуло на захід, в результаті чого йому і його команді відкрився вид на береги Гренландії. Точна дата цієї події не визначена. Різні джерела датують це від 876 року до 932 року.
Першою експедицією слідами Ульфсона стала подорож Снебйорна Галта, що відбулася близько 978 року. Незабаром після цього в експедицію пішов Ерік Торвальдсон, який також організував поселення у відкритій їм Гренландії. І Галт і Ерік добре знали місце, назване Гуннбйорном.